# Cidolog (Cidolog, Sukabumi)
Cidolog is een bestuurslaag in het regentschap Sukabumi van de provincie West-Java, Indonesië. Cidolog telt 3808 inwoners (volkstelling 2010).